# 虹色のときめき
『虹色のときめき』（Between the Lines）は、1990年にリリースされたジェイソン・ドノヴァンの2枚目のスタジオ・アルバムである。

## 収録曲
1. カムバック・トゥ・ミー - When You Come Back to Me
2. 君にハング・オン - Hang On to Your Love
3. アナザー・ナイト　- Another Night
4. 愛しあいたい - Love Would Find a Way
5. 悲しき雨音 - Rhythm of the Rain
6. ファイン - I'm Doin' Fine
7. ケアレス・トーク・アンド・シリー・ライズ - Careless Talk and Silly Lies
8. イッツ・オール・オーヴァー - When It's All Over
9. 昨日のように… - Like It Was Yesterday
10. 終わりだなんて、言いたくない - Hard to Say It's Over